# Helge Nilson
Helge Nilson, född 27 juni 1921 i Örebro Nikolai församling, död 22 februari 1996 i Viksjö församling i Järfälla, var en svensk målare.
Helge Nilson var son till konstnären Ruben Nilson och Elsa Fredrika Söderström samt från 1957 gift med Siv Elsa Nilsdotter Söderström. Han var huvudsakligen autodidakt som konstnär men fick viss vägledning av sin far och tog till sig konstintryck under studieresor till bland annat Spanien. Separat ställde han ut på De ungas salong i Stockholm 1958. Han medverkade i flera samlingsutställningar, bland annat i Sveriges allmänna konstförenings vårsalonger på Liljevalchs konsthall, Stockholmssalongen på Liljevalchs 1959 och från 1953 i Örebro läns konstförenings utställningar på Örebro läns museum. Hans konst består huvudsakligen av landskapsskildringar.